# 姜海林
姜海林（韓語：강해림，1996年4月1日—），韓國女演員。

## 影視作品

### 劇集
| 年份 | 播放平台 | 劇名             | 角色   | 備註 |
| 2017 | Naver TV | 《偶像權限代理》 | 海林   | 配角 |
| 2018 | Naver TV | 《高年級復仇者》 | 姜海林 | 主演 |
| 2020 | JTBC     | 《Live On》      | 朴海林 | 配角 |
| 2022 | NETFLIX  | 《命定之人》     | 金嶼   | 主演 |

### 電影
| 年份 | 片名           | 角色   | 性質 | 備註  |
| 2025 | 《喬王出任務》 | 陳選手 | 主演 | [ 5 ] |

## 外部連結
- 官方网站
- 姜海林在NAVER上的资料
- 姜海林在Daum上的资料
- 姜海林在韩国电影数据库（KMDb）上的資料（韓語）
- 姜海林在互联网电影资料库（IMDb）上的資料（英文）
- 姜海林在HanCinema的頁面（英文）